# Eichenberg (Austria)
Eichenberg – gmina w Austrii, w kraju związkowym Vorarlberg, w powiecie Bregencja. Według Austriackiego Urzędu Statystycznego liczyła 412 mieszkańców (1 stycznia 2015).